# Françoise Levie
Françoise Levie (* 8. Juni 1940 in Nerac) ist eine belgische Filmproduzentin, -regisseurin und -autorin.
Levie arbeitete von 1966 bis 1968 für das belgische Fernsehen (RTBF) u. a. als Regieassistentin für Sendungen wie Neuf Millions, La Belgique en Histoires und Le Bus en balade mit Jean Delire, Maurice Beerblock und anderen zusammen. Sie wirkte dann als Regieassistentin an Filmen wie Malpertuis (mit Orson Welles), Mont-Dragon (mit Jacques Brel) und Préparez vos mouchoirs (mit Patrick Dewaere, Gérard Depardieu und Carole Laure) mit und arbeitete bis Ende der 1970er Jahre für den Rundfunk. Sie drehte dann den Kurzfilm Le Voyageur (nach Thomas Owen) als Teil einer dreizehnteiligen Reihe fantastischer Filme. Danach wandte sie sich als Autorin, Regisseurin und Produzentin dem Dokumentarfilm zu. Außerdem verfasste sie mehrere biographische Sachbücher. Für L’homme qui voulait classer le monde erhielt sie 2007 den Preis des Parlaments der Französischen Gemeinschaft Belgiens.

## Werke

### Filme
- Cités oubliées, 1968
- Nylon blues, 1991
- Le chewing-gum, cet inconnu, 1993
- Mémoires d'une princesse des Indes, 1997
- Mata Hari, mythe et réalité d'une espionne, 1998
- L'homme qui voulait classer le monde, 2002
- Panamarenko, la magie de l'art, 2005
- Mass Moving, 2007
- Alfred Stevens: The Man Who Painted Woman, 2009
- Panda Farnana, un Congolais qui dérange, 2012

### Bücher
- Jean Ray, l’Archange du fantastique, 1981
- Lanterne magique et fantasmagorie, 1990
- Etienne Gaspard Robert, la vie d’un fantasmagore, 1990
- L’Homme qui voulait classer le monde - Paul Otlet et le Mundaneum, 2006